# Thomas Edward Laws Moore

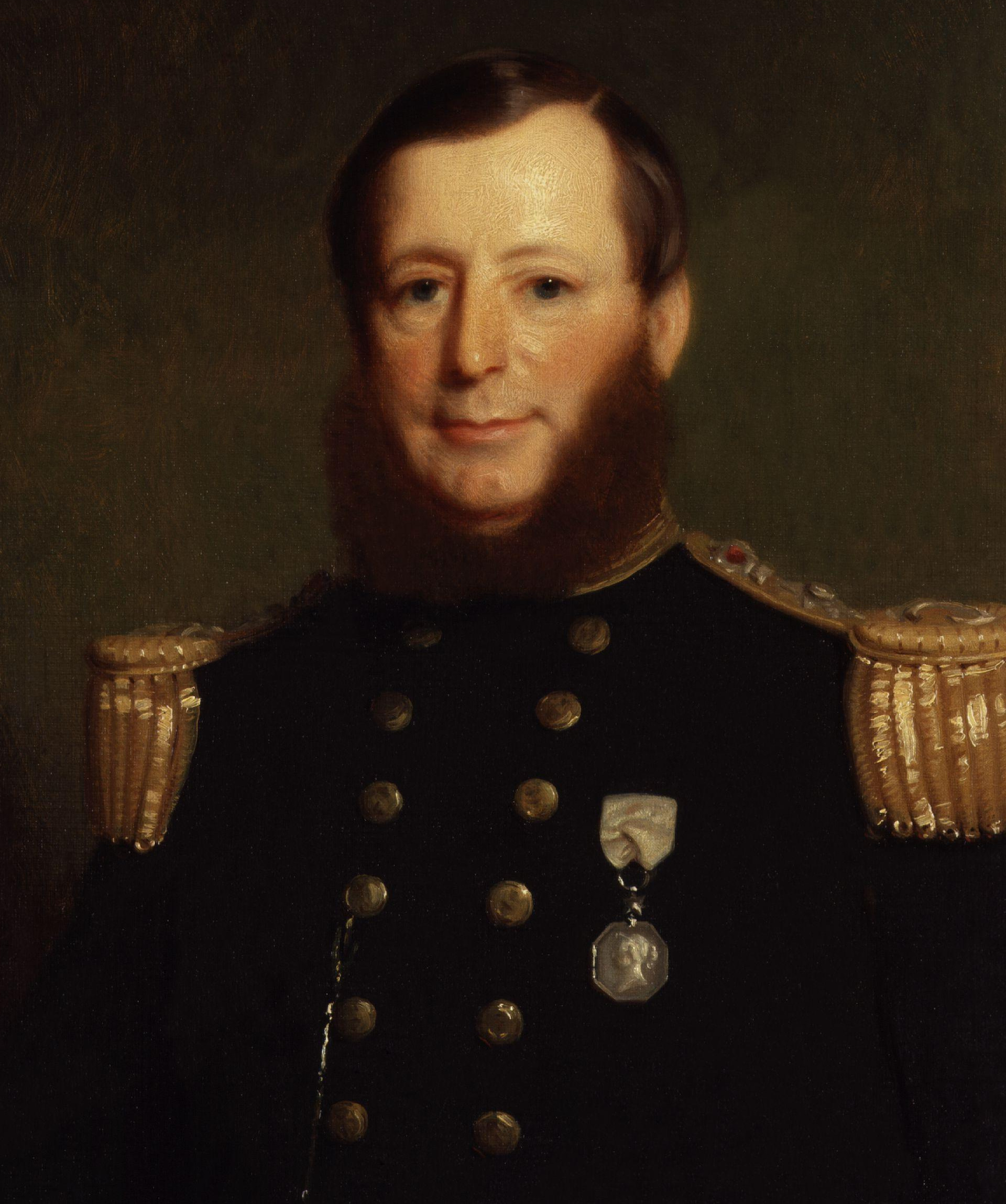
Thomas Edward Laws Moore (Stephen Pearce, Öl auf Leinwand, 1860).

Thomas Edward Laws Moore (* 9. Februar 1816 in Stoke Damerel (heute Teil Plymouths); † 30. April 1872 in Plymouth) war ein britischer Konteradmiral und Gouverneur der Falklandinseln, der vor allem durch seine jahrelange Suche nach der Franklin-Expedition bekannt wurde.

## Karriere
Moore trat 1833 als Freiwilliger in die Royal Navy ein. Dort verbrachte er rund zwölf Jahre als Maat, zunächst auf der HMS Terror unter Kapitän Francis Crozier auf einer Expedition im Antarktischen Ozean zu magnetischen und geographischen Forschungen.
Anschließend war er Skipper (Kapitän) der Bark Pagoda, mit dem Auftrag, die Antarktis von Bouvet Island bis Enderbyland und Queen Mary Land insbesondere die magnetische Deklination zu vermessen. Dies war die letzte von einem Segelschiff der britischen Marine ohne Dampfunterstützung unternommene Expedition. 1847 wurde Moore zum Kommandanten der HMS Plover befördert, mit der er fünf Jahre lang nach der verschollenen Franklin-Expedition suchte. Nach seiner Rückkehr wurde er 1852 zum Captain ernannt und ihm wurde die Arctic Medal für seine Verdienste verliehen. 1854 wurde er für seine Magnetfeldmessungen als Fellow in die Royal Society aufgenommen.
1855 wurde er zum Gouverneur der Falklandinseln ernannt. Zunächst gab es zahlreiche Schwierigkeiten mit den Bewohnern und seinen Untergebenen. In einem Brief nach England schrieb er: „Als ich hierher kam, sah alles erbärmlich aus, Trunkenheit war die vorherrschende Gewohnheit“. Zu den Einwohnern sagte er, dass sie schlimmer als Wilde seien. Im Jahr 1856 schrieb er eine lange Depesche mit der Bitte, alle leitenden Offiziere zu entlassen und sie zu ersetzen, doch in der Folgezeit verbesserte sich die Situation.
Unter Moore begann in großem Umfang die Domestizierung der Herden wilder Rinder und ihre Nutzung zu Milch- und Fleischproduktion. Auch der Beginn der Schafzucht auf den Inseln fällt in seine Amtszeit. Zudem trieb er die Besiedlung weiterer Inseln der Gruppe voran (z. B. Keppel Island und Pebble Island).
Moores Amtszeit als Gouverneur endete 1862 und er kehrte nach England zurück. 1866 ging er in den Ruhestand und wurde 1867 zum Konteradmiral (Rear Admiral) befördert.
Seine letzten Jahre verbrachte er in Plymouth, wo er 1872 starb.

## Familie
Moore war zweimal verheiratet. Seine erste Frau, Emma Jane Taplin Moore (1843 – 10. April 1859), mit der er zwei Töchter (Alice Mary Emma und Lydia Edith (* 1856)) hatte, starb 1859 auf den Falklandinseln. 1865 heiratete er Eliza Maria Waghorn Moore, mit der er zwei weitere Kinder hatte.